# پری‌شاهرخ باهاما
پری‌شاهرخ باهاما (نام علمی: Icterus northropi) نام یک گونه از سرده پری‌شاهرخ بر جدید است.